# عبد الهادي الحافظ
العميد المهندس عبد الهادي الحافظ، وكان يشغل منصب وكيل وزير الصناعة في العراق في عهد حكومة عبد الرحمن البزاز، والذي توفي مع عبد السلام عارف رئيس الجمهورية الأسبق في حادث الطائرة في منطقة القرنة في محافظة البصرة جنوب العراق.

## ولادته ونشأته
ولد في عام 1336هـ/1917م، في مدينة الموصل، وبها نشأ وتعلم القرآن ثم أكمل دراسته الابتدائية والمتوسطة في الموصل ودخل بعدها ثانوية الصناعة وأوفد بعد ذلك إلى لندن للدراسة، وتخرج في الهندسة العسكرية عام 1941م، وعين مهندسا في وحدات هندسية بالجيش العراقي وترقى إلى رتبة عميد، وأوفد مرة أخرى إلى لندن، ونال شهادة دبلوم شرف في الهندسة العسكرية، وعين وكيلا لوزارة الصناعة في شهر أيار من عام 1964م.

## وفاته
توفي العميد عبد الهادي في حادث سقوط الطائرة بصحبة رئيس الجمهورية عبد السلام محمد عارف في يوم 22 ذو الحجة 1385 هـ/ 13 نيسان 1966م، وشيع جثمانه في موكب رسمي مهيب، وصلى على جنازته الحاج معتوق الأعظمي في جامع الإمام الأعظم في الأعظمية ودفن في مقبرة الخيزران.